# Braque du Bourbonnais
Le braque du Bourbonnais est une race de chien originaire de France. C'est un chien d'arrêt de taille moyenne, d’aspect et de santé rustique, naissant avec la queue courte, dont la robe à fond blanc est entièrement et finement mouchetée de marron (« lie de vin » ou « lilas passé ») ou truitée de fauve (« fleur de pêcher »).

## Historique

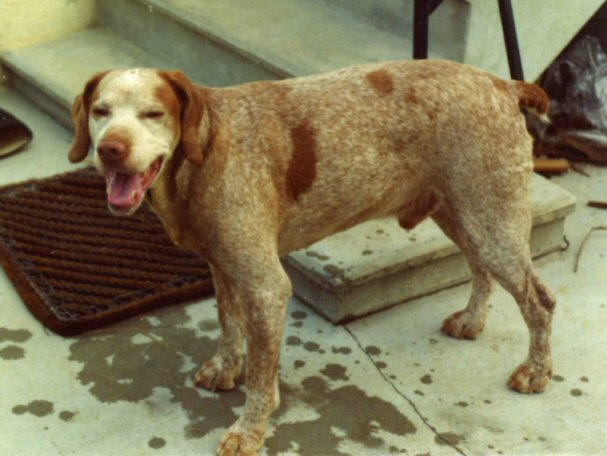
Rasteau/Pyrrhus, fondateur de la race.

Le braque du Bourbonnais est décrit pour la première fois durant la Renaissance dans l’Histoire Naturelle d’Aldrovandi en 1598. Il y est décrit comme un agréable compagnon du chasseur, d'aspect et de santé rustiques à la robe de couleur blanche mouchetée de marron ou de fauve. 
En danger de disparition après la Première Guerre mondiale, il connait un nouvel essor avec la création d’un club, en 1925. Les éleveurs des années 1930 commencent une sélection sur des critères secondaires, en particulier la couleur de la robe (pour laquelle les éleveurs voulaient une teinte « lilas passé » bien particulière) et la longueur de la queue (qui devait être naturellement courte). Les aptitudes au travail étant parfois oubliées, la race est délaissée par les chasseurs.
Après la Seconde Guerre mondiale, le nombre de naissances diminue à nouveau et le club périclite jusqu'à cesser toute activité. De 1963 à 1973, aucune inscription au livre des origines français n'est enregistrée. 
En 1970, Michel Comte (éleveur et juge de la S.C.C.) décida de rechercher les derniers chiens qui avaient du sang Bourbonnais. Il ne trouva que des bâtards dont chacun avait quelques caractéristiques du braque du Bourbonnais (taille, robe, forme de la tête, queue courte). Le plus marquant d'entre eux dont les gènes sont encore dominants dans tous les Bourbonnais actuels, fut Rasteau, un mâle fauve, aussi appelé Pyrrhus, dont le père était Napo, le chien du chanteur Pierre Perret, dont il fit une chanson.
Après divers croisements plus ou moins consanguins, il inscrit ses premiers braques du Bourbonnais à titre initial entre 1973 et 1975 ; dès lors, il fédéra autour de lui plusieurs éleveurs, qui, à partir de ses chiens, créèrent leurs propres lignées, et le nombre de naissances augmenta,.
En 1981, le Club du Braque du Bourbonnais est recréé. À partir de ce moment, les succès du Bourbonnais en Field trial lui assurèrent une renommée qui permit à la race de prospérer. Introduit en 1988 aux États-Unis, il a depuis prospéré dans ce dernier pays.

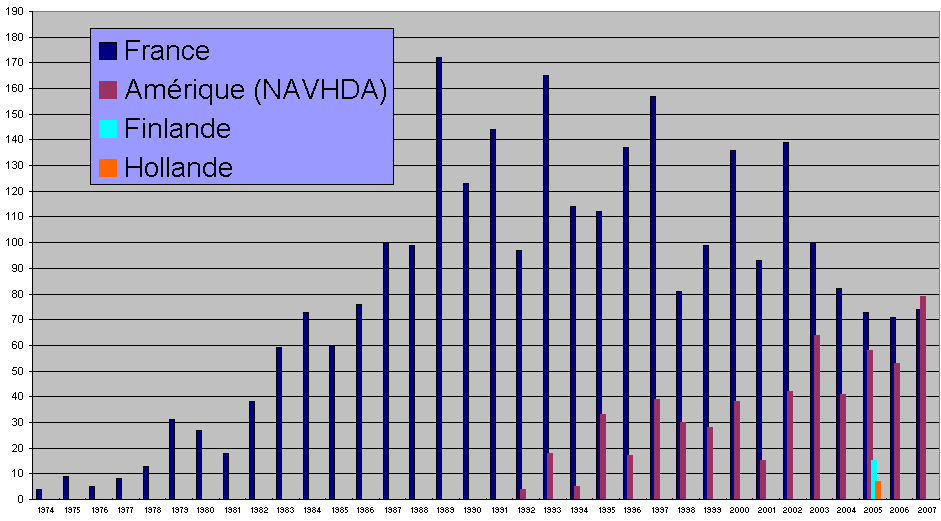
Nombre de naissances de braque du Bourbonnais.

## Standard

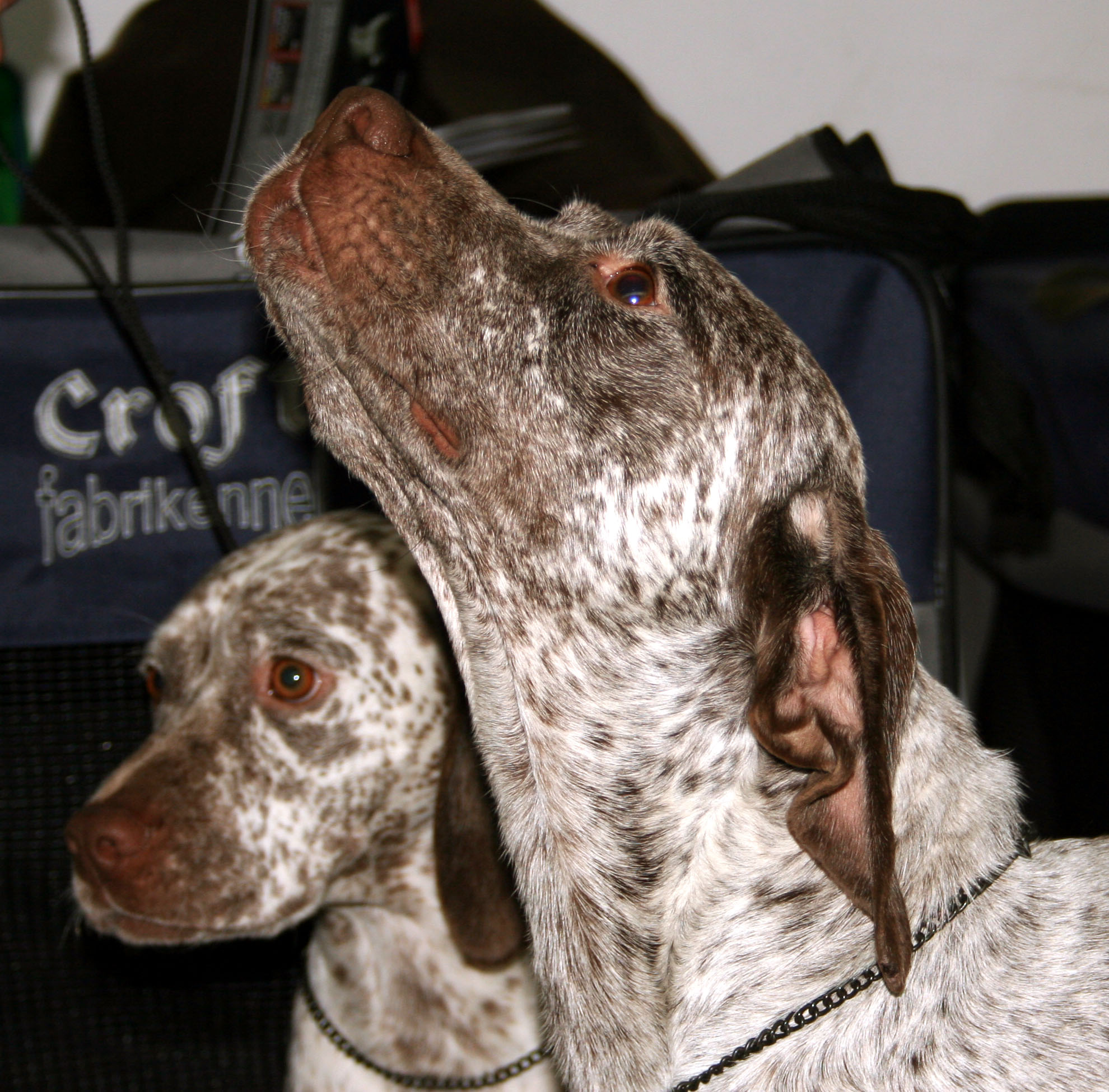
La tête du braque du Bourbonnais est décrite comme en forme de poire.

Le braque du Bourbonnais est un braque charpenté, compact et musclé, de taille moyen. Il donne une impression de robustesse et de force. La femelle présente une silhouette plus élancée et élégante. Certains chiens naissent dépourvus de queue (anoures) ou avec une queue naturellement courte (brachyoures). La caudectomie est pratiquée dans les pays où elle est autorisée.
La tête est en forme de poire, c'est-à-dire arrondie en tous sens, avec des parois latérales arrondies, des pariétaux et arcades zygomatiques bien développés. La tête en forme de poire est typique de la race. Les axes du crâne et du chanfrein sont parallèles, ou légèrement divergents. Ni trop légère, ni trop lourde, la tête est proportionnée au corps. Les yeux sont grands, plutôt arrondis, de couleur noisette ou ambre foncé, en accord avec la couleur de la robe. Les oreilles tombantes de longueur moyenne sont attachées au niveau de la ligne de l’œil ou juste au-dessus.
Le poil est fin, dense et court. Il est plus fin sur la tête et les oreilles, un peu plus gros et parfois un peu plus long sur le dos. La panachure blanche est très envahissante, finement mouchetée de marron (robe dite « lie de vin » ou « lilas passé ») ou truitée de fauve (robe dite « fleur de pêcher ») dans toutes leurs variantes. Les poils blancs et de couleurs peuvent être mêlés dans un motif rouanné. L'oreille porte généralement la couleur de base plus ou moins mouchetée. Les plages de couleur doivent être peu nombreuses et de faible extension : elles ne dépassent pas la taille de la paume de la main sur le corps et n'englobent jamais les deux yeux à la fois sur la face.

## Queue courte naturelle
Le gène responsable de cette caractéristique a été identifié comme étant le même que celui de l’épagneul breton, de type autosomal dominant. L'interdiction de la caudectomie dans plusieurs pays européens a provoqué un regain d'intérêt pour cette caractéristique.

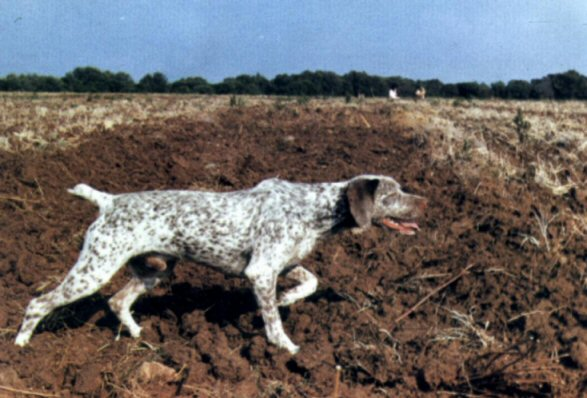
Mâle lilas passé.
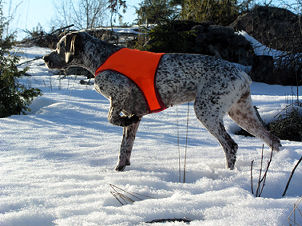
Femelle lilas passé.
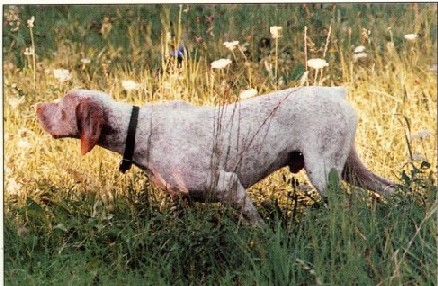
Mâle fleur de pêcher.
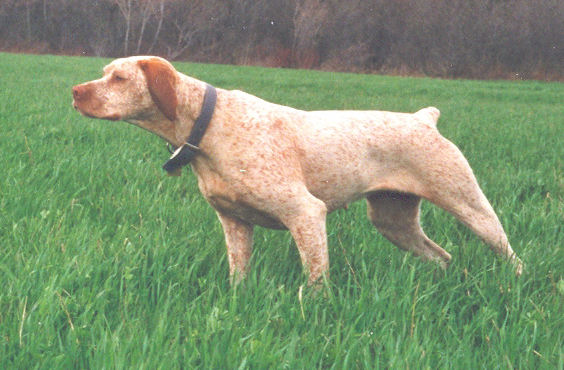
Femelle fleur de pêcher.

## Caractère
Le braque du Bourbonnais est décrit dans le standard de la race comme doux et affectueux, mais également passionné et intelligent lors de la chasse. Il s'adapte facilement aux terrains et aux gibiers les plus variés. Il recherche naturellement l'émanation haute et fait preuve d'une aptitude à l'arrêt utile et précise.

### Télévision
- C'est au programme, Chiens d'auvergne : le Braque du Bourbonnais, présenté par Yves Lahiani le 10 juin 2016, sur France 2 [1]
- Connaissez-vous le Braque du Bourbonnais ?, Virginie Cooke le 28 février 2018, sur France 3 Auvergne.